# María Susana
María Susana is een plaats in het Argentijnse bestuurlijke gebied San Martín in de provincie Santa Fe. De plaats telt 3.425 inwoners.